# Avenida Figueroa Alcorta

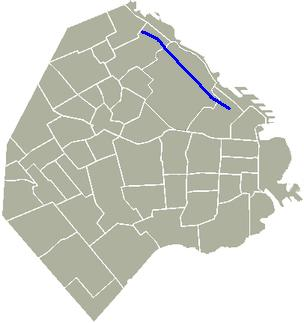

L'Avenida Figueroa Alcorta à Buenos Aires, capitale de l'Argentine, est une avenue qui se trouve dans les quartiers de Recoleta et de Palermo. Elle a un parcours allant du sud-est vers le nord-ouest, situé au nord, plus ou moins proche des installations portuaires de la ville. Elle court plus ou moins parallèlement au tracé de l'Avenida del Libertador. Elle traverse les Bosques de Palermo, avant de se subdiviser en plusieurs avenues moins importantes.

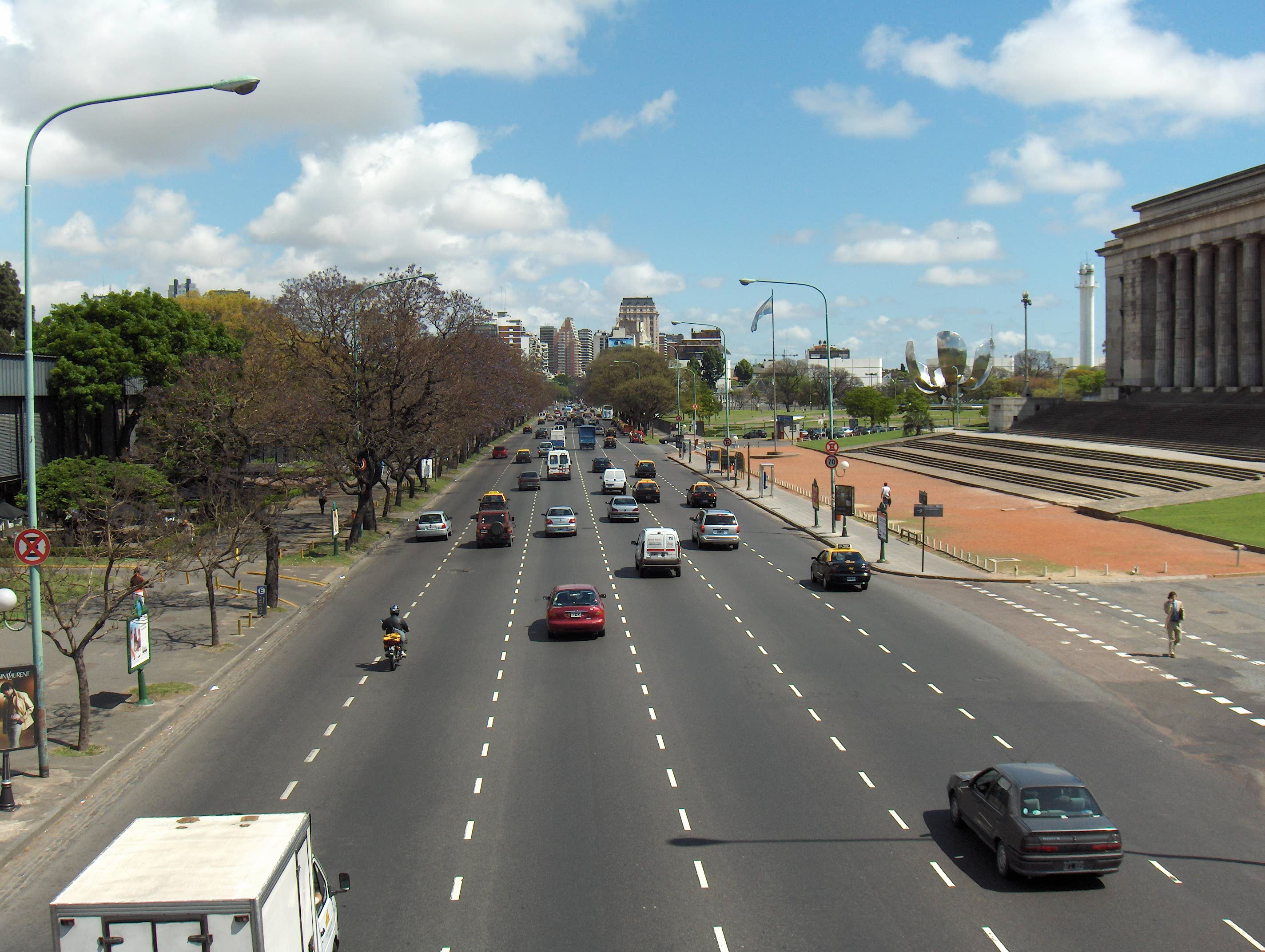
Avenida Figueroa Alcorta

Sur ses côtés se trouvent l'édifice de la Faculté de Droit de l'Université de Buenos Aires, ainsi que le MALBA (ou Museo de Arte Latinoamericano de Buenos Aires).
L'avenue doit son nom au président argentin José Figueroa Alcorta